# Holzbalkendecke

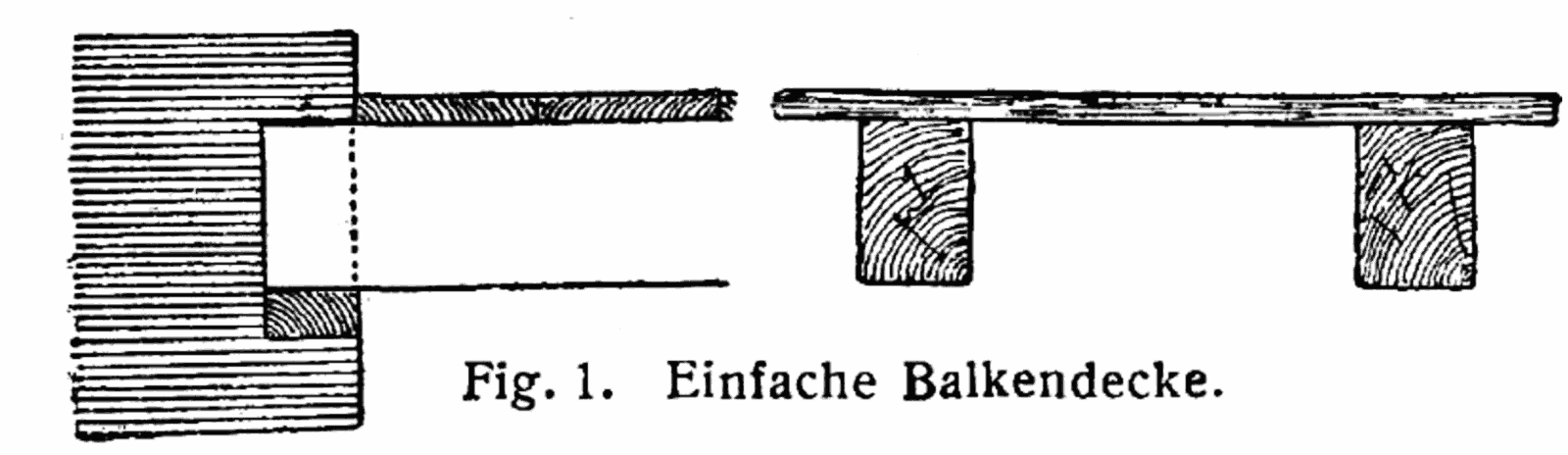
Ganz links (im Längsschnitt) liegt der Balkenkopf auf einer Mauerlatte auf.

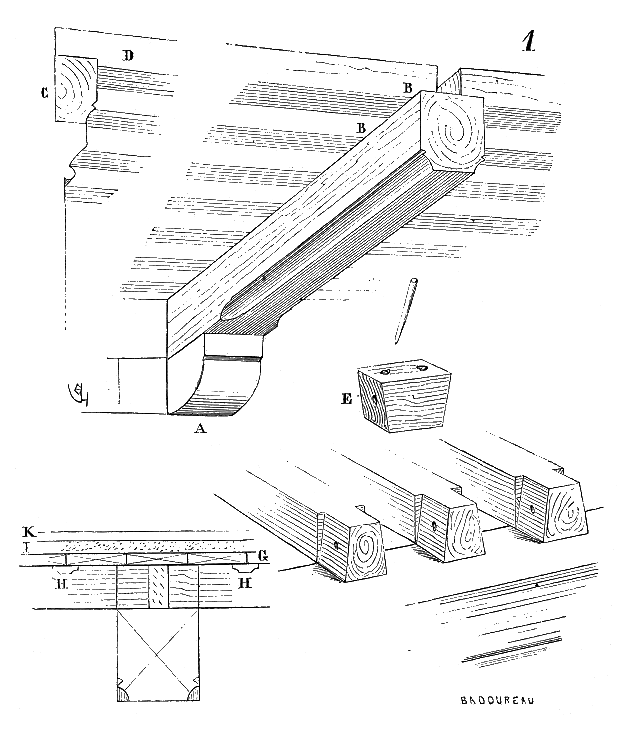
Aufwändige mittelalterliche Balkendecke mit engem Balkenabstand, trapezförmigen Keilen und schräg eingeschlagenen Holznägeln zur Lagesicherung der Balkenköpfe, sowie am Unterzug (Trambaum) gestoßen (Viollet-le-Duc, Dictionnaire 1854–1868). Werden parallelliegende Bohlen anstelle der Balken verwendet, spricht man auch von Riemendecke.

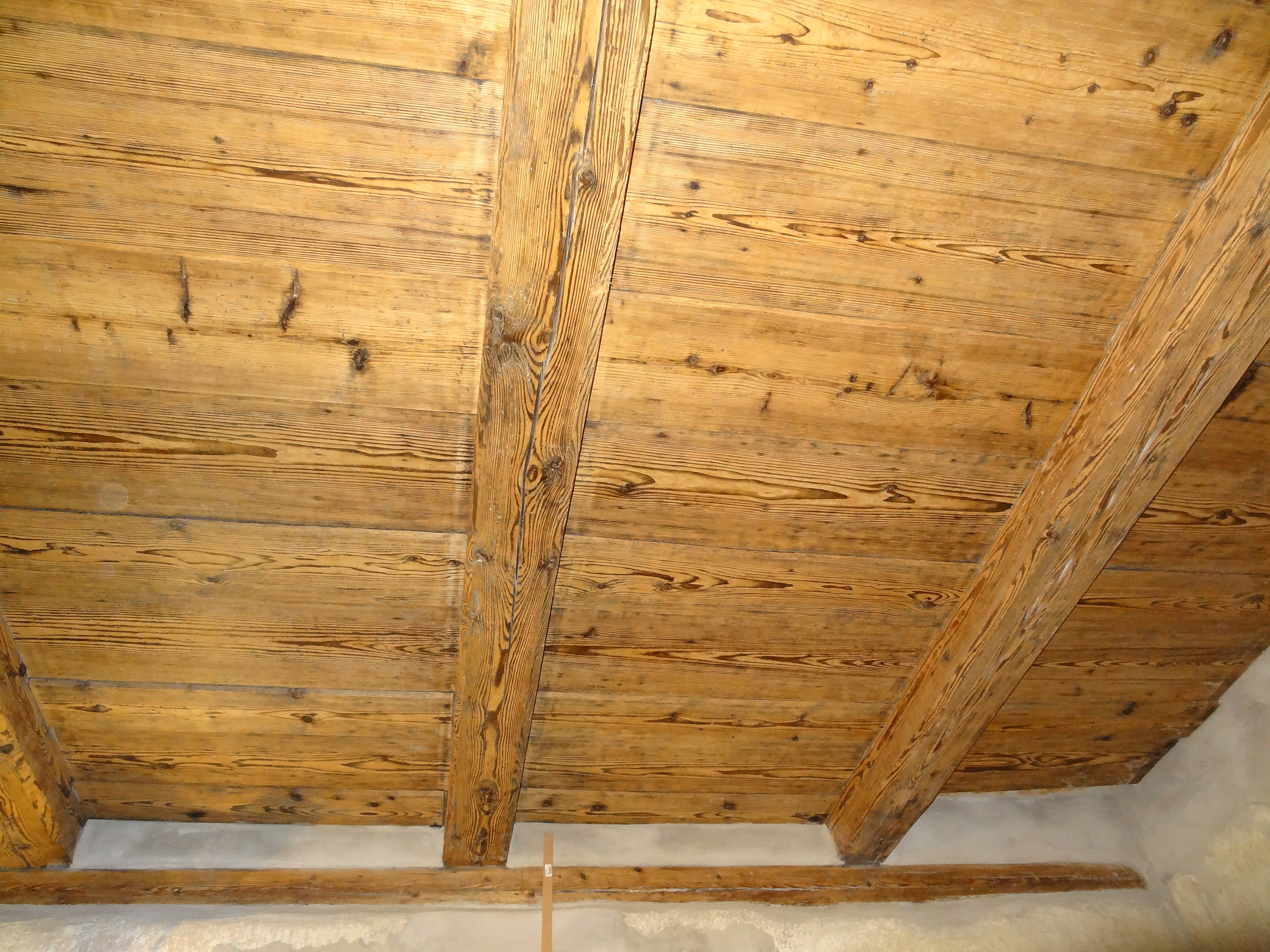
Einfache Holzbalkendecke

Eine Holzbalkendecke (regional auch Tramdecke oder Trambalkendecke) ist in der Bautechnik eine Geschossdecke mit tragenden Elementen aus Holz in Form von gesägten oder behauenen (Decken-)Balken, die Balkenlage. Die Balken liegen auf den Außenwänden und den tragenden Innenwänden, seltener auch auf  Kragsteinen, die aus der Wand innen hervorragen.
Holzbalkendecken waren bis etwa 1940 bei Mehrfamilienhäusern üblich, bei Einfamilienhäusern bis etwa 1960. Danach baute man Decken in Häusern in Massivbauweise meistens aus Stahlbeton. Zwischenzeitlich waren auch Varianten mit Betondielen oder flachen Tonnengewölben auf Stahlträgern (Kappendecken) üblich.
Stützen sich Holzbauteile auf Stahlträgern ab, so spricht man auch von Traversendecke oder Tram-Traversendecke.

## Aufbau und Funktion
Der Abstand der Balken ist sehr unterschiedlich und hängt ab von der zu erwartenden Last, der Dimensionierung der Balken und den konstruktiven Erfordernissen, wie beispielsweise notwendige Durchlässe für Schornsteine und Treppen. In Wohngebäuden reichen sie typischerweise von 1,2 m bis 50 cm, in jüngeren Gebäuden haben sie meist geringere Abstände.
Den oberen Abschluss (also die begehbare Fläche der Holzdecke) bildet in der Regel der Dielenboden; das sind quer zu den Balken befestigte Bretter.
Als Nachteile der Holzbalkendecken werden ihre geringe Schalldämmung, ein relativ hoher Arbeitsaufwand bei der Herstellung und deren Brennbarkeit gesehen. Probleme können auch bei Befall durch Pilze (Hausschwamm) und Insekten (Hausbock) auftreten, die allerdings dem Werkstoff Holz generell zu eigen sind.
Da die Konstruktion beim Begehen zu Schwingungen neigt und Wärme und Schall nur wenig Widerstand entgegensetzt, ist in Wohngebäuden ein aufwändigerer Aufbau üblich. Zur Dämpfung der Schwingungen des Trittschalls muss die Decke beschwert werden, was üblicherweise durch Befüllung der Hohlräume zwischen den Balken erreicht wird. Wenn die Füllung als feinkörnige Schüttung ausgeführt wird, so kann diese zugleich die Luftdichtigkeit und die Luftschalldämmung verbessern. Sorptionsfähige Materialien gleichen zusätzlich Schwankungen der Luftfeuchtigkeit aus.
Als Füllmaterial werden örtlich vorkommende Schüttgüter verwendet. Infrage kommen typischerweise:
- Hochofenschlacke,
- Sand, speziell sogenannter Brennsand, der erhitzt wurde und damit praktisch keimfrei ist, seltener auch Splitt oder Schotter,
- Lehm in gebrochener Form als Einstreu, als feucht eingebrachter und anschließend erhärteter Verstrich oder angemischt mit Hackschnitzeln oder mineralischem Leichtmaterial wie
- Perlite, Vermiculite, Blähton, Blähschiefer,
- Zelluloseflocken, Holzfasern etc.

Einige Materialien werden überwiegend nur zur Beschwerung verwendet. Diese können in einem Bett aus Lehmmörtel verlegt werden oder einen Lehmverstrich erhalten, um Feuerwiderstand, Feuchtigkeitsausgleich, Luftdichtigkeit, Luftschalldämmung, Holzschutz und das Trocknungsverhalten nach unplanmäßiger Durchfeuchtung der Deckenkonstruktion zu verbessern:
- Gipsdielen oder Formelemente aus Gips
- gebrannte Tonhohlplatte (Hourdis) in Hourdisdecke
- Gehwegplatten aus Beton,
- Abschnitte bzw. Reste von Gipskarton (die zugleich den Feuerwiderstand der Deckenkonstruktion verbessern können) oder anderen Bauplatten.

Die Einlage von speziellen Mineralwollematten kann die Luftschalldämmung erhöhen.
Die Füllmaterialien liegen auf einem so genannten Blindboden oder Fehlboden auf. Sofern der Fehlboden zwischen den Brettern eingebracht wird, so heißt er auch Einschub. Traditionell bestand der Einschub aus mit Strohlehm umwickelten Holzknüppeln. Heute werden meist kurze Holz- bzw. Schwartenbretter verwendet, die auch als Einschieblinge bezeichnet werden.
Die Formelemente und Gips- und Ziegelplatten können sich selber tragen und dienen somit zugleich als Einschub, wie auch als Beschwerung. Durch einen Verstrich mit Mörtel oder eine aufliegende feinkörnige Schüttung verbessern sich Schalldämmung, Luftdichtigkeit und Feuerwiderstand.

### Füllungsdecke
Den Zwischenraum zwischen den Balken bezeichnet man als Füllung oder Einschub. Bei der Füllungs- bzw. Einschubdecke bleiben die Balkenunterseiten oft sichtbar und sind teilweise mit Profilen wie z. B. Hohlkehlen oder Schnitzwerk verziert. Bei der Kölner Decke wurden die Unterseiten der Balken mit Stuckornamenten verziert.
Vor der Industrialisierung und besonders in Fachwerkhäusern bestand die Füllung meist aus Lehmwickeln (Wellerhölzer), das sind mit Strohlehm umwickelte Holzstöcke (Staken), die in Nuten der Deckenbalken geschoben werden. Diese Konstruktion nennt man Windelboden.
- Bei „ganzen Windelböden“ wurde die Lehmschicht unterseits durch Antrag von „fettem und bindigem“ Lehm geglättet und nach dem Austrocknen getüncht. Der Raum oberhalb der Lehmwickel wurde meist durch eine Lage Sand, Schlacke, Bauschutt oder trockenen, gebrochenen Lehm teilweise aufgefüllt.
- Bei „halben Windelböden“ wurden die Staken höher angesetzt und unterseitig nur dünn verstrichen. Falls unter der Balkenlage eine geschlossene Putzschicht vorgesehen war, wurden sie oft auch nur oberseits mit Lehm verstrichen.[3]

- Verschiedene Varianten von Windelböden
- Halber Windelboden
- Ganzer Windelboden
- Kassettendecke mit halbem Windelboden und Stuck
- Gestreckter Windelboden
- Zum Vergleich: Stahlträger mit Windelboden

Vorwiegend im Alpenraum und auch in Süddeutschland wurden zwischen die Balken gehobelte Bretter eingelassen, die des Öfteren auch farblich gefasst oder geschnitzt waren. Eine aufwendigere Anwendung dieser Technik ist die Kassettendecke.

### Freiliegende Deckenbalken
Moderne Holzbalkendecken werden oft mit Blindboden oder Bretterlage, Trittschalldämmung und schwimmendem Estrich oberhalb der Balkenlage ausgeführt, so dass Unterseite und Seitenflächen der Balken bzw. der Leimbinder sichtbar sind und sich eine stark strukturierte Deckenuntersicht ergibt.
Historisch wurden „gestreckte Windelböden“ ausgeführt, wenn in ausreichendem Maße dünnes Stangenholz zur Verfügung stand. Hierbei wurden gespaltene oder grob behauene Stangen über die Deckenbalken gelegt und mit Strohlehm und gegebenenfalls einer Schicht Lehmestrich bedeckt.

### Geschlossene Decke

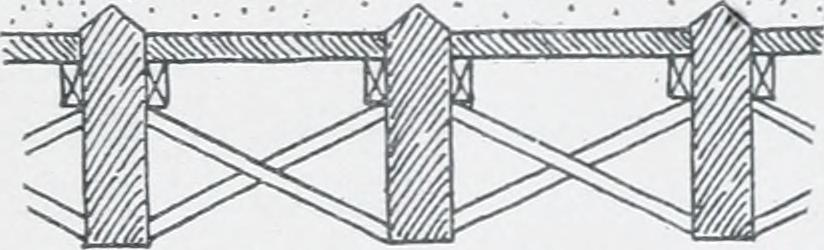
Historische Konstruktion zum Belag mit Backsteinen oder Fußbodenplatten im Dickbett. Die Verwendung von ca. 5 cm starken und untereinander diagonal verstrebten Bohlen ist heute noch im Holzrahmenbau in Nordamerika üblich.

- An der Unterseite der Balken wird eine Holzverkleidung (Holztäfelung) befestigt.
- Verputzte Decke:
  - An die Unterseite der Balken werden grob behauene Latten mit möglichst rauer Oberfläche oder trapezförmige Leisten genagelt, die als Putzträger fungieren (ältere Ausführung).
  - Auf die mit Abstand angebrachten Latten (Spalierlatten) werden Matten aus Schilfrohr genagelt, die als Putzträger dienen (modernere Ausführung).
- Schwingend abgehängte Unterdecke: Über federnd befestigte Halter wird eine zusätzliche Unterkonstruktion aus Metallprofilen oder Kanthölzern hergestellt, die wiederum eine Verkleidung aus Holz oder Gipskarton-Platten trägt (nachträgliche akustische Verbesserung der Decke).

### Düppeldecke
In einer massiveren Bauweise der Holzbalkendecke besteht die Decke aus aneinanderliegenden Balken, die untereinander verdübelt werden (in ca. 1–2 Meter Abstand), daher auch Dippelbaumdecke, Dübelbaumdecke oder oberdeutsch Düppeltramdecke. Die Balken sind im Allgemeinen um ½–1 Spanne (10–20 cm) stark, und so breit wie der Stamm es erlaubt, oft zwecks Materialersparnis abholzig wechselseitig verlegt, und bis in den Waldsaum ausgenutzt. Diese Konstruktion ist wesentlich belastbarer und hat auch bezüglich Wärmedämmung exzellente Werte.
Der Oberbau erfolgt etwa mit Polsterhölzern und Dielen, dazwischen ist oft eine schwere Schüttung zwecks Trittschalldämmung. Auch Estrichkonstruktionen sind möglich, aber für das Holz riskant, wenn es durch Sperrschichten zu stockender Feuchte kommen kann. Die Unterverkleidung ist mit Holztäfelung oder verputzt möglich, direkt an die Balkenlage appliziert. Bei einwandfreiem Holz (und gleich starken Bäumen) fand sich in bäuerlichem Umfeld auch Materialsichtigkeit, die Fugen beispielsweise gelattelt (mit Zierleisten überdeckt) – unverputzte Decken sind aber durch verschärfte Brandschutzbestimmungen im 19. Jahrhundert in Europa seltener geworden.

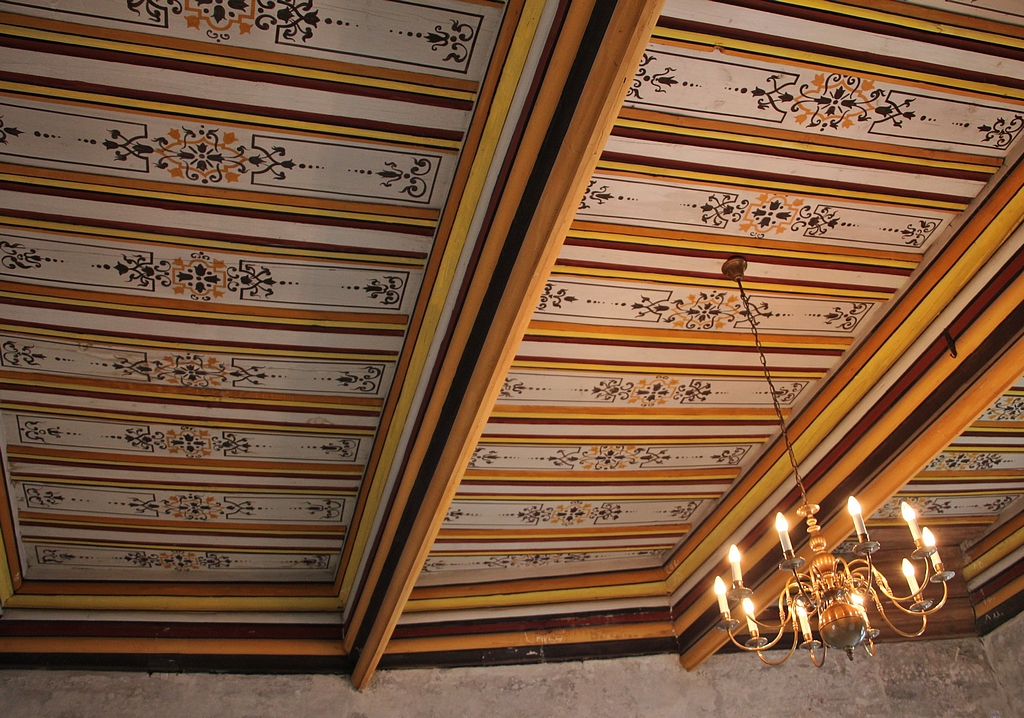
Dekorativ bemalte Holzbalkendecke in einem der Wohnräume von Schloss Rochlitz

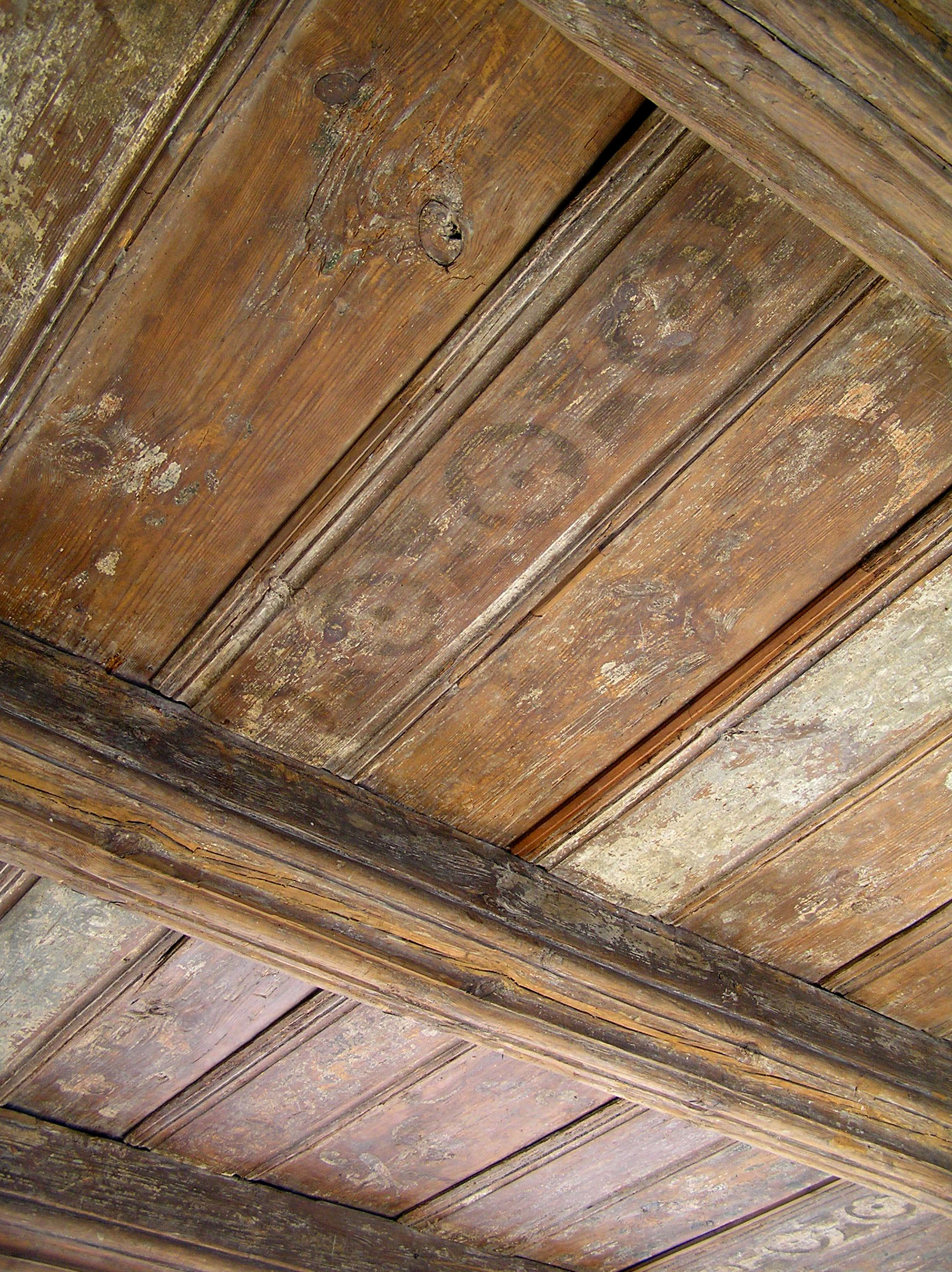
Ansicht einer alten Holzbalkendecke

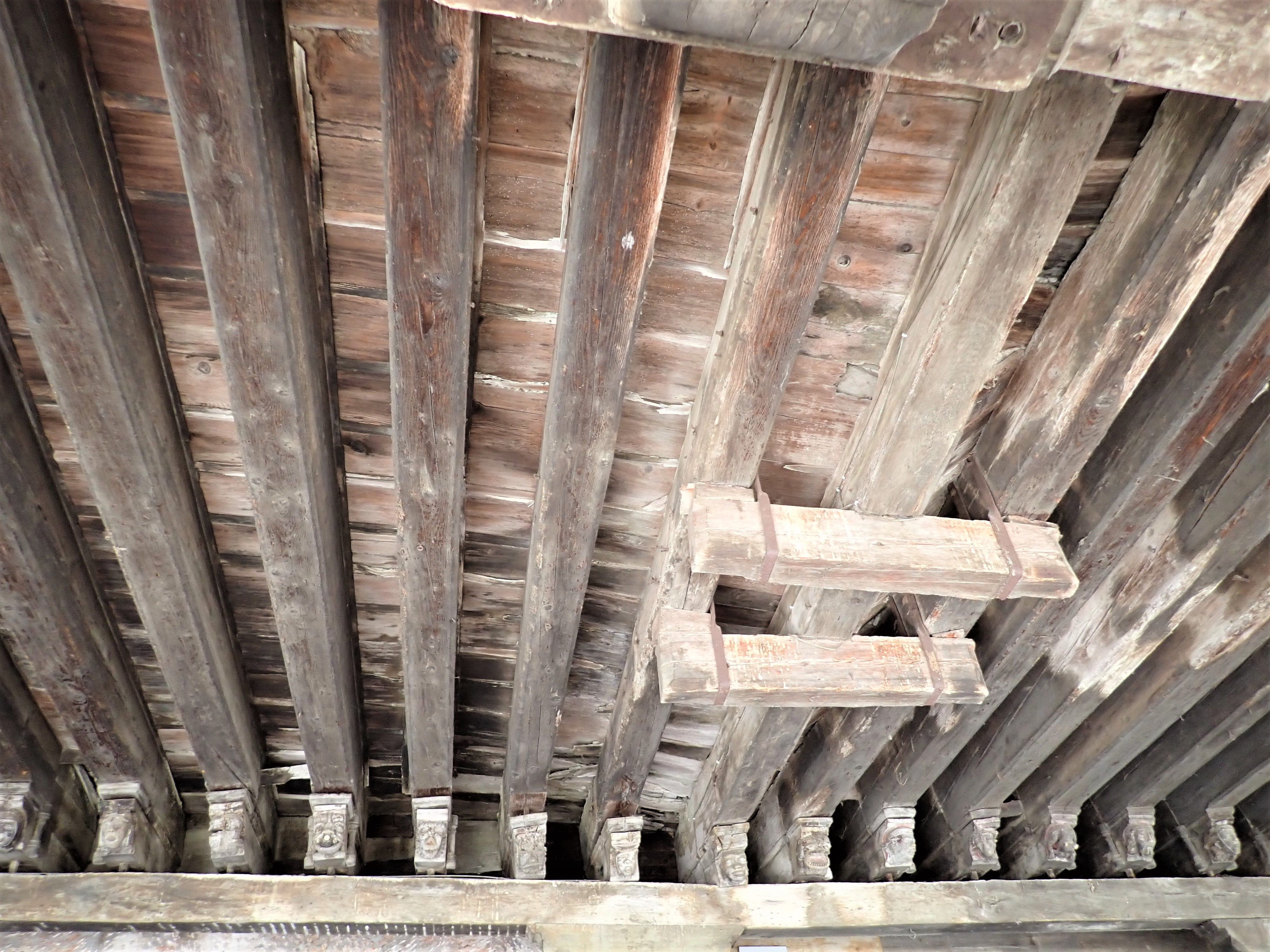
Unterziehung eines besonders belasteten Deckenbalkens durch kurze Unterzüge, Haus des Konsuls, Mirepoix (Ariège)

## Einbau der Balkenköpfe

### Lagesicherung
Wenn die Holzbalkendecke als Scheibe ausgebildet wird, um die Wände des Gebäudes aussteifen zu können, ist eine Verbindung mit dem Mauerwerk erforderlich, etwa durch Maueranker, durch festen Verbund mit der Mauerlatte, die selber im Mauerwerk verankert ist.
Andernfalls genügt oft ein loses Auflegen. Auch eine Lagesicherung durch „trockenes“ Einmauern kann vorgesehen werden. Dies bedeutet, dass ein kapillarer Übergang der Mauerwerksfeuchtigkeit zum Holz dadurch reduziert wird, dass das Mauerwerk nur an möglichst wenigen Punkten seitlich an den Balken herangeführt wird und dass an der Kontaktstelle kein Mörtel verwendet wird. Häufig wird ein gelochter Mauerstein halbiert und so an den Seiten des Balkens angelegt, dass durch die Lochung ein gewisser Feuchtigkeitsausgleich zwischen Balkenkopf und Deckenzwischenraum stattfinden kann.
Auch eine sperrende Zwischenlage könnte verwendet werden. Diese behindert jedoch die Abtrocknung des Balkens, wenn dieser eine höhere Feuchte aufweist, als das Mauerwerk.

### Feuchteschutz
In der Vergangenheit wurde die Dachhaut oft nicht so dicht hergestellt, wie dies heute geschieht, so dass unter Umständen gewisse Mengen Regenwasser in die Außenwand laufen konnten. Bei Dächern mit Schneefang sowie aufgrund verminderter Dachneigung bei Sparrendächern im Bereich der Aufschieblinge war besonders der Bereich nahe der Traufe gefährdet. Die sich hier sammelnde Schneepackung konnte das im Frühjahr ablaufende Tauwasser aufstauen und durch die Dachdeckung abfließen lassen.
Geringe Mengen eindringenden Wassers können sich oft im Mauerwerk verteilen, ohne bemerkt zu werden.
Die dadurch langfristig erhöhte Mauerfeuchtigkeit ermöglicht das Wachstum von holzzersetzenden Pilzen in Holzbauteilen, die Kontakt mit dem Mauerwerk haben, insbesondere also in Balkenköpfen und Mauerlatte.
Nach DIN 68800-3 muss in dieser Einbausituation zumindest in Altbauten wohl von Gefährdungsklasse 2 ausgegangen werden, was die Behandlung mit einem Holzschutzmittel nahelegt, wenn nicht sichergestellt werden kann, dass das Mauerwerk dauerhaft trocken gehalten wird. Hierfür eignet sich neben einer Druckimprägnierung das lokale Aufbringen von relativ unschädlichen Borsalzen.
Zum Schutz vor erhöhter Mauerwerksfeuchte sollten die Balkenköpfe unterseits durch eine kapillarbrechende Schicht vom Mauerwerk isoliert werden. Wird eine Folie oder Dachpappe als Sperrschicht verwendet, so sollten diese keinesfalls breiter als der Balkenkopf ausgeführt oder gar seitlich an ihm hochgeführt werden. Andernfalls kann sich eine Wanne bilden, die eindringendes Regenwasser oder Tauwasser unter dem Holz anstaut.
Die Balkenköpfe sollten an keiner Seite Kontakt mit dem umgebenden Mauerwerk oder mit Baumaterialien haben, welche Feuchtigkeit von der Außenseite der Außenwand kapillar zum Holz führen können.
Die DIN 68800 sieht in Teilen 2 und 4 einen wenigstens 2 cm breiten Luftspalt seitlich und oberhalb der Balkenköpfe sowie eine Dämmschicht zwischen Luftschicht und äußerem Mauerwerk vor. Durch die Dämmschicht von wenigstens 2 cm Stärke soll die Bildung von Tauwasser vermindert werden, wenn feucht-warme Raumluft aus dem darunterliegenden Raum in die Deckenebene gelangt und durch den Luftspalt aufsteigt.
Die Gefahr, dass Mauerwerksfeuchte vom Hausinneren zur Mauerlatte gelangt, ist wesentlich geringer, als dass dies infolge von Schlagregen von außen oder bei einem Wasserschaden von oben geschieht.
Der in DIN 68800-4 vorgesehene geschossübergreifende freie Luftstrom um die Balkenköpfe zur Abtrocknung eventuell eindringender Feuchtigkeit lässt sich in den meisten Gebäuden jedoch kaum umsetzen, da aus verschiedenen Gründen ein geschlossener und luftdichter unterer Deckenabschluss erforderlich ist:
- die Schallschutz-Anforderungen nach DIN 4109 lassen sich sonst nicht einhalten,
- die geforderte Feuerwiderstandsklasse nach DIN 4102 (meist F 30-B) lässt sich sonst nicht erreichen,
- Die Energieeinsparverordnung (EnEV) und DIN 4108 fordern aus Gründen des Wärmeschutzes eine luftdichte Gebäude-Außenhaut,
- die durch einen undichten Deckenaufbau aufsteigende Luft kann einen aus verschiedenen Gründen unerwünschten Luftzug hervorrufen,
- falls das Gebäude nicht über eine geschlossene Dämmschicht auf der Außenseite der Außenwände verfügt, so kann auch eine in Höhe des Deckenaufbaus eingelegte Dämmschicht die Tauwasserbildung bei kalten Außentemperaturen nicht völlig ausschließen.[4]

Als Alternative bietet es sich an, die Balkenköpfe mit Dämmstoff zu umgeben. Auf der Unterseite kann wasserundurchlässiger Dämmstoff aus Schaumglas, Neopren oder Hartschaum verwendet werden, wobei Hartschaum unter Umständen den Trittschallschutz verschlechtern kann.
An der Außen- und Oberseite sollte dampfdiffusionsoffener Dämmstoff verwendet werden. Falls eine Durchfeuchtung der Außenwand durch Schlagregen ausgeschlossen werden kann (z. B. unter Dachüberstand, an der wetterabgewandten (Süd- und) Ostseite, bei doppelschaliger, gedämmter oder verkleideter Fassade) können vorteilhaft natürliche Dämmstoffe aus Holzfasern, Zellulose, Hanf oder ähnlichem eingesetzt werden. Durch ihre Kapillarität können diese für einen schnellen Abtransport von flüssigem Wasser bei unplanmäßigem Feuchtigkeitseintrag sorgen.
Luftschichten in der Wandebene sollten entweder vermieden werden, da sie den kapillaren Abtransport von entstehendem Tauwasser behindern, oder mit einem größeren Luftvolumen in Verbindung stehen (wie dem des Deckenzwischenraums), um anfallendes Kondensat abtrocknen zu lassen.